# ناثان روبرتس
ناثان روبرتس (بالإنجليزية: Nathan Roberts) (و. 1986  م) هو لاعب كرة طائرة، ولاعب كرة طائرة شاطئية، من أستراليا، ولد في أديليد، شارك في ألعاب أولمبية صيفية 2012، يلعب كضارب خارجي ‏.

## روابط خارجية
- ناثان روبرتس على موقع الاتحاد الأوروبي (الإنجليزية)
- ناثان روبرتس على موقع قاعدة بيانات الكرة الطائرة الشاطئية (الإنجليزية)
- ناثان روبرتس على موقع عالم الكرة الطائرة (الإنجليزية)
- ناثان روبرتس على موقع Ligue Nationale de Volley (الفرنسية)
- ناثان روبرتس على موقع دوري الدرجة الأولى الإيطالي للكرة الطائرة - رجال (الإيطالية)
- ناثان روبرتس على موقع أوليمبيديا (الإنجليزية)
- ناثان روبرتس على موقع اللجنة الأولمبية الأسترالية (الإنجليزية)